# 1946年6月14日月食
1946年6月14日月食为一次在协调世界时1946年6月14日出現的月全食。該次月食半影食分為2.491、全影食分為1.403。偏食維持了115分，全食維持46分。

## 概述
這次月食的食分是17.50，偏食維持了115分，全食維持46分。

## 基本參數
- 類型：月全食
- 食甚資料：
  - 日期：1946年6月14日
  - 時間：18:39
  - 月球位置：赤經17.50度、赤緯-23.5度
  - 食分：半影食分：2.491、全影食分：1.403
  - 持續時間：偏食115分、全食46分

## 外部連結
- NASA月食專頁（页面存档备份，存于）（英文）